# Жоао Гомес Жуниор
Жоао Луиз Гомес Жуниор (порт. João Luiz Gomes Júnior; Виторија, 21. јануар 1986) бразилски је пливач чија специјалност су трке прсним стилом. 
Такмичио се на светским првенствима у Риму 2009, Барселони 2013, Будимпешти 2017. (сребро на 50 прсно) и Кванггџуу 2019. (бронза на 50 прсно). Био је део бразилског олимпијског тима на ЛОИ 2016. у Рију где је заузео пето место у финалу трке на 100 прсно, односно 6. место у финалу штафетне трке на 4×100 мешовито. 
Велики успех је остварио и на Панамеричким играма 2019. у Лими где је освојио два злата (100 прсно и 4×100 мешовито микс) и једно сребро (4×100 мешовито). 